# Synargis galena
Synargis galena is een vlindersoort uit de familie van de prachtvlinders (Riodinidae), onderfamilie Riodininae.
Synargis galena werd in 1868 beschreven door H. Bates.